# Награда „Григорије Божовић”
Награда „Григорије Божовић” додељује се за најбољу приповетку, путопис или целокупни књижевни опус настао у духу приповедне прозе Григорија Божовића. Награду додељује Дом културе „Стари Колашин” у Зубином Потоку од 2014. године. 

## Историјат
Дом културе „Стари Колашин” у Зубином Потоку први пут је расписао конкурс за Награду 2014. године. У конкуренцији од 43 приповетке у ужем избору су се нашле приповетка „Предзнаци” Слободана Бошковића, приповетка „Кумић” Драга Кекановића и приповетка „Четрдесет и три године” Драгослава Михаиловића.
Жири ради у саставу: Милета Аћимовић Ивков (председник жирија), Драгиша Бојовић и Андријана Живановић.
Дело треба да буде објављено на српском језику, у претходној години, у књижевној периодици или збирци. Награда се састоји од диптиха у дуборезу са ликом Григорија Божовића (рад Александра Живановића), повеље и новчаног износа. Добитник Награде проглашава се, по правилу, у мају, а уручење се организује почетком јуна у Зубином Потоку.

##### Истоимене награде
Постоји истоимена награда Књижевног друштва Косова и Метохије за најбоља дела поезије, прозе и есејистике својих чланова. Додељује се на манастирској слави Пресвете Богородице Тројеручице на Девиним водама код Звечана. У периоду 1995–2000. постојала је награда Издавачке куће „Григорије Божовић“ из Приштине.

## Добитници
- за 2013 — Драго Кекановић, за приповетку „Кумић”.[1]
- за 2014 — Милисав Савић, за двојезичну књигу Долина српских краљева.[2]
- за 2015 — Радован Бели Марковић, за роман Путникова циглана.[3]
- за 2016 — Драгослав Михаиловић, за приповетку „Четрдесет и три године”.[4]
- за 2017 — Владимир Пиштало, за роман Сунце овог дана: Писмо Андрићу.[5]
- за 2018 — Милован Данојлић, за трилогију Писма без адресе.[6]
- за 2019 — Горан Петровић, за Изабрана дела.[7]
- за 2020 — Енес Халиловић, за роман Људи без гробова.[8]
- за 2021 — Петар Сарић, за роман Клобук.[9]
- за 2022 — Драган Хамовић, за роман Род ораха.[10]